# Miguel Ángel Echenausi
Miguel Ángel Echenausi (ur. 21 lutego 1968) – wenezuelski piłkarz występujący na pozycji obrońcy. Wraz z reprezentacją Wenezueli wziął udział w trzech turniejach Copa América w latach 1991, 1993 oraz 1999.